# Ter Hell

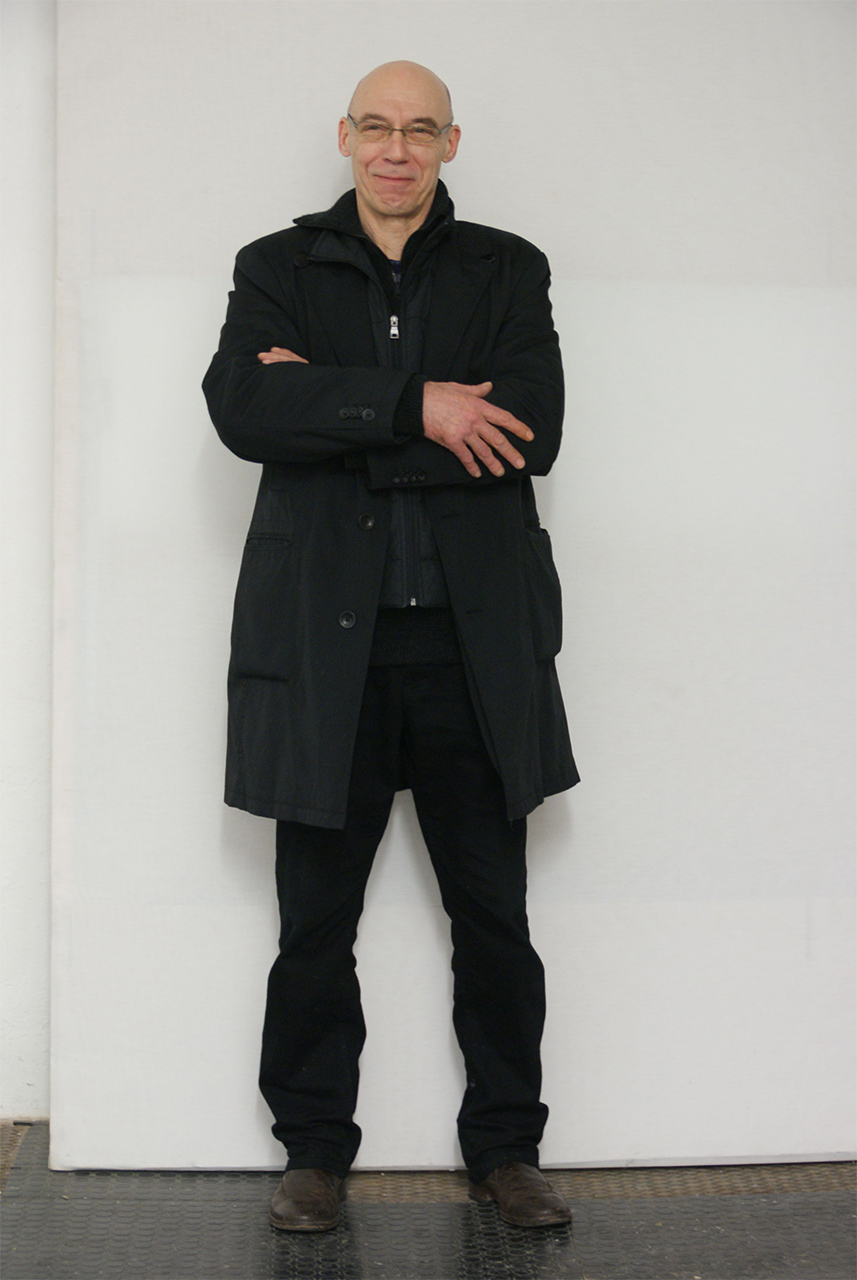
ter Hell (2013)

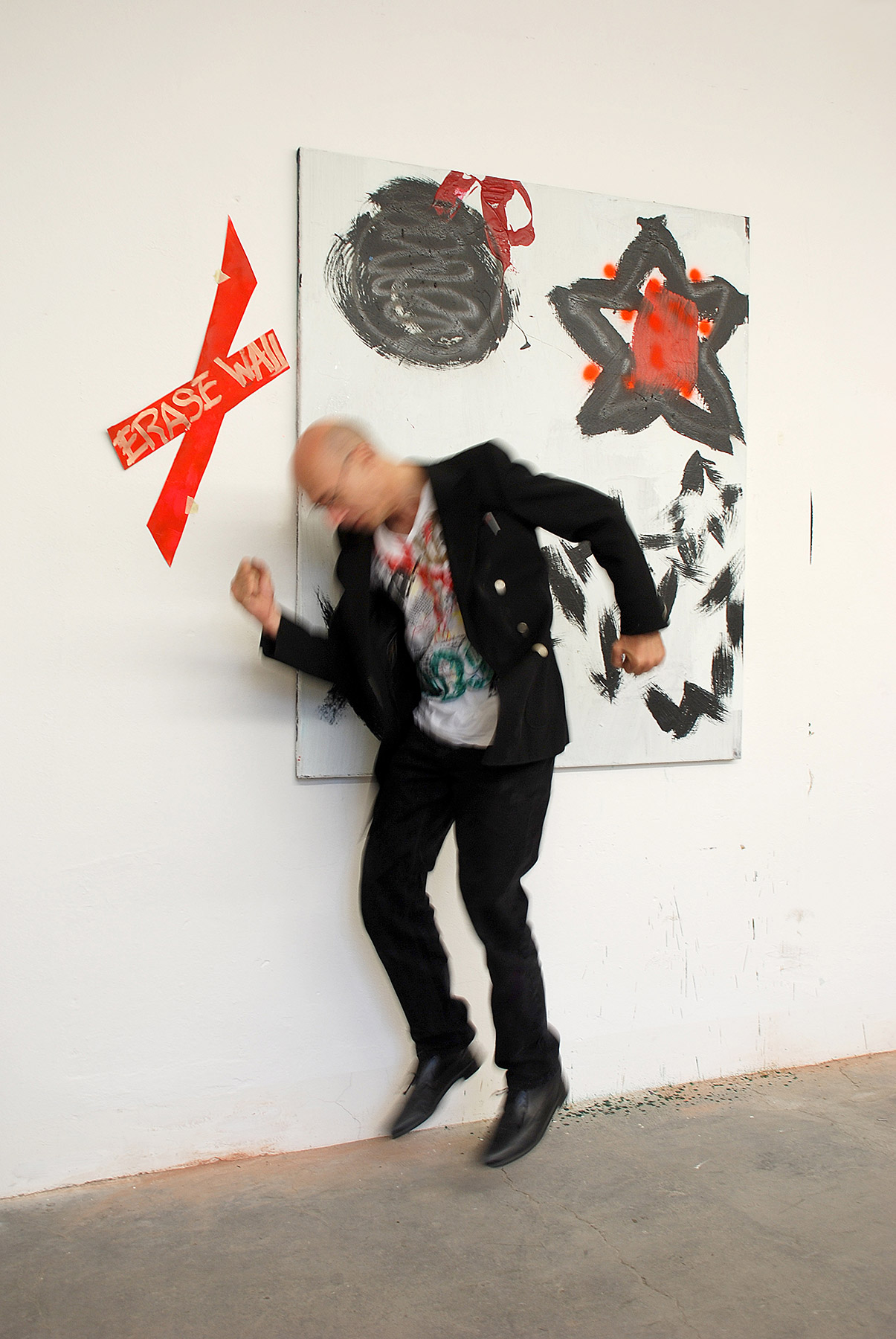
ter Hell im Freien Museum Berlin (2009)

ter Hell (* 16. September 1954 in Norden) ist ein deutscher Maler, Aktions- und Videokünstler. Er ist ein Enkel des Malers Willy ter Hell.

## Leben
ter Hell absolvierte von 1976 bis 1981 ein Studium an der Hochschule der Künste Berlin bei Fred Thieler, dessen Meisterschüler er wurde. 1979 erfolgte auf seine Initiative die Gründung der Künstlergruppe und Galerie 1/61 Berlin (nach dem Postzustellbezirk von Kreuzberg), der auch Reinhard Pods, Gerd Rohling und Elke Lixfeld angehörten.
ter Hell kommt aus der abstrakt gestischen Malerei des Informel und des abstrakten Expressionismus. Bereits sein frühes Werk Hi Jackson (1979) zeigt die Strategie des Künstlers: Im provozierend selbstbewussten, direkten Gestus malt und sprüht  er „[b]anal erscheinende Sprüche, Bekenntnisse oder auch nur einzelne Wörter, [...] die gleichzeitig Elemente der Graffiti-Kunst enthalten“. In eckig runenhaften, roten Buchstaben stellte er 1982 auf einer Leinwand (172 × 177 cm) das Wort „Jump“ dar. 1981/82 entstand das in zweizeiliger, roter und oranger Schreibschrift ausgeführte Gemälde atmen lernen (Spray-Lack auf Nessel, 150 × 470 cm). Unter dem Titel GraffitiIn sprühte er 1983 zu einer Ausstellung im Neuen Berliner Kunstverein am Kurfürstendamm die Wörter direkt auf die Wände der Galerie.
Ter Hell erhielt 1982 ein PS1-Stipendium in New York. 1983 wurde er mit dem Kunstpreis „Glockengasse“ und dem Philip Morris-Preis „Dimensionen IV – Neue Malerei in Deutschland“ ausgezeichnet. Der Künstler lebt und arbeitet in Berlin.

## Ausstellungen (Auswahl)
- 1981: Ten Young Painters from Berlin, Goethe-Institut, London
- 1982: Compliments to Everyone, P.S. 1, New York
- 1983: Zeichnung heute, Kunsthalle Nürnberg, Germanisches Nationalmuseum Nürnberg (auch: Musée cantonal des beaux-arts de Lausanne)
- 1984: Neue Malerei Berlin, Kestner-Gesellschaft, Hannover
- 1990: Ambiente Berlin: XLIV Biennale von Venedig
- 1991: Interferenzen: Kunst aus Westberlin, 1960–1990,  Neue Gesellschaft für bildende Kunst, Berlin
- 1998: 100 Jahre Kunst im Aufbruch, Berlinische Galerie (auch: Kunst- und Ausstellungshalle der Bundesrepublik Deutschland)
- 1999: Deutsche Kunst nach 1945, Kunstmuseum Bonn
- 2003: Das kreative Prinzip, Richard Haizmann Museum, Niebüll
- 2007: Die aufregende Kunst des 20. Jahrhunderts, Neue Nationalgalerie, Berlin
- 2009: cerebral celebration, vestibül, Berlin
- 2009: The Show, Freies Museum Berlin
- 2010: Vom Esprit der Gesten, Kupferstichkabinett, Staatliche Museen zu Berlin
- 2011: Inbetween – New Abstraction & New Concretion, Werkstattgalerie, Berlin und Hamburg
- 2012: Multivision, Freies Museum Berlin
- 2015: Böckmann Collection: ter Hell, Weserburg Museum für moderne Kunst, Bremen
- 2018: Explosive, Galerie Köppe Contemporary, Berlin
- 2021: Code/Space, F200, Berlin